# ۵۶۷ (پیش از میلاد)
۵۶۷ (پیش از میلاد) ۵۶۷مین سال قبل از تقویم میلادی است.